# Set Me Free
Set Me Free (englisch für Befreie mich) ist ein Popsong, mit dem die israelische Sängerin Eden Alene Israel beim Eurovision Song Contest 2021 in Rotterdam vertreten hat. Er wurde von Noam Zlatin, Ido Netzer, Amit Mordechai und Ron Carmi geschrieben.

## Hintergrund und Produktion
Bereits im März 2020 kündigte die Rundfunkanstalt KAN an, dass Eden Alene erneut für Israel antreten wurde, nachdem der Eurovision Song Contest 2020 abgesagt wurde. Eine Vorauswahl von neun möglichen Wettbewerbstiteln wurde im Januar 2021 auf drei verkürzt. Vom 19. Januar an konnten Zuschauer über ihren Lieblingsbeitrag in der KAN-App abstimmen. Am 25. Januar wurde in der Fernsehsendung HaShir Shelanu L’Eurovizion verkündet, dass der Titel Set Me Free die meisten Stimmen erhalten habe und somit der israelische Beitrag für den kommenden Eurovision Song Contest wird. Der Titel wurde vom Autorenteam Noam Zlatin, Ido Neter, Amit Mordechai und Ron Carmi komponiert, getextet, arrangiert und produziert. Er sei lediglich drei Tage vor der Einreichungsfrist für die Vorentscheidung geschrieben worden.

## Musik und Text
Der Up-Tempo-Titel wurde in Englisch verfasst, enthält jedoch wenige Zeilen auf Hebräisch. Auffälliges Merkmal ist die Rückung gegen Ende des Liedes. Der Refrain beginnt gleich nach dem Intro. Nach den jeweiligen Strophen wird der Refrain von einem Post-Chorus begleitet. Danach wird die Bridge gesungen, ehe der Refrain das letzte Mal wiederholt wird, gefolgt von einem Outro.
In der überarbeiteten Version des Titels fehlt die Rückung dagegen komplett. Der Beat rückt stärker in den Vordergrund. Außerdem moduliert die Sängerin ihre Stimme über mehrere Oktaven hinweg.

## Beim Eurovision Song Contest
Die Europäische Rundfunkunion kündigte am 17. November 2020 an, dass die ausgeloste Startreihenfolge für den 2020 abgesagten Eurovision Song Contest beibehalten werde. Israel trat somit in der zweiten Hälfte des ersten Halbfinale am 18. Mai 2021 an. Am 30. März gab sie bekannt, dass Israel Startnummer 12 erhalten hat. Das Land konnte sich im Halbfinale für das am 22. Mai stattfindende Finale qualifizieren.

## Rezeption
Die Zeitung Haaretz merkte an, dass Set Me Free klinge, als sei es von Robotern geschrieben worden. Im Gegensatz zu Feker Libi, welches vor allem durch die Verwendung des Amharischen frisch wirke, fehle es dem neuen Titel an Originalität. Keshet 12 sammelte hauptsächlich gemischte Reaktionen der internationalen Eurovision-Fans. Das Ergebnis, wonach über 70 % der israelischen Zuschauer für Set Me Free abstimmten, wich erheblich von Umfragen ab, die vorab von Fans durchgeführt wurden.
Der deutsche Fanblog ESC Kompakt war überwiegend der Meinung, dass die überarbeitete Version des Titels deutlich austauschbarer als zuvor wirke und kommentierte die Neufassung als „merkwürdig glattproduziert“.

## Veröffentlichung
Der Titel wurde am 26. Januar 2021 als Download und Musikstream zur Verfügung gestellt. Das Musikvideo wurde bereits im Rahmen der Vorentscheidung veröffentlicht. Die neue Version erschien am 26. März 2021 mit einem komplett neuen Musikvideo. Das Video wurde im Design City Centre in Mishor Adumim (Westjordanland) gedreht.